# Discuswerpen
Het discuswerpen is een atletiekdiscipline, waarbij een lensvormige discus weggeslingerd wordt. De mannen werpen een discus met een massa van 2 kg en 220 mm middellijn, terwijl bij de vrouwen de discus 1 kg weegt bij een middellijn van 181 mm. Bij junioren en masters wordt met andere gewichten geworpen.

## Geschiedenis

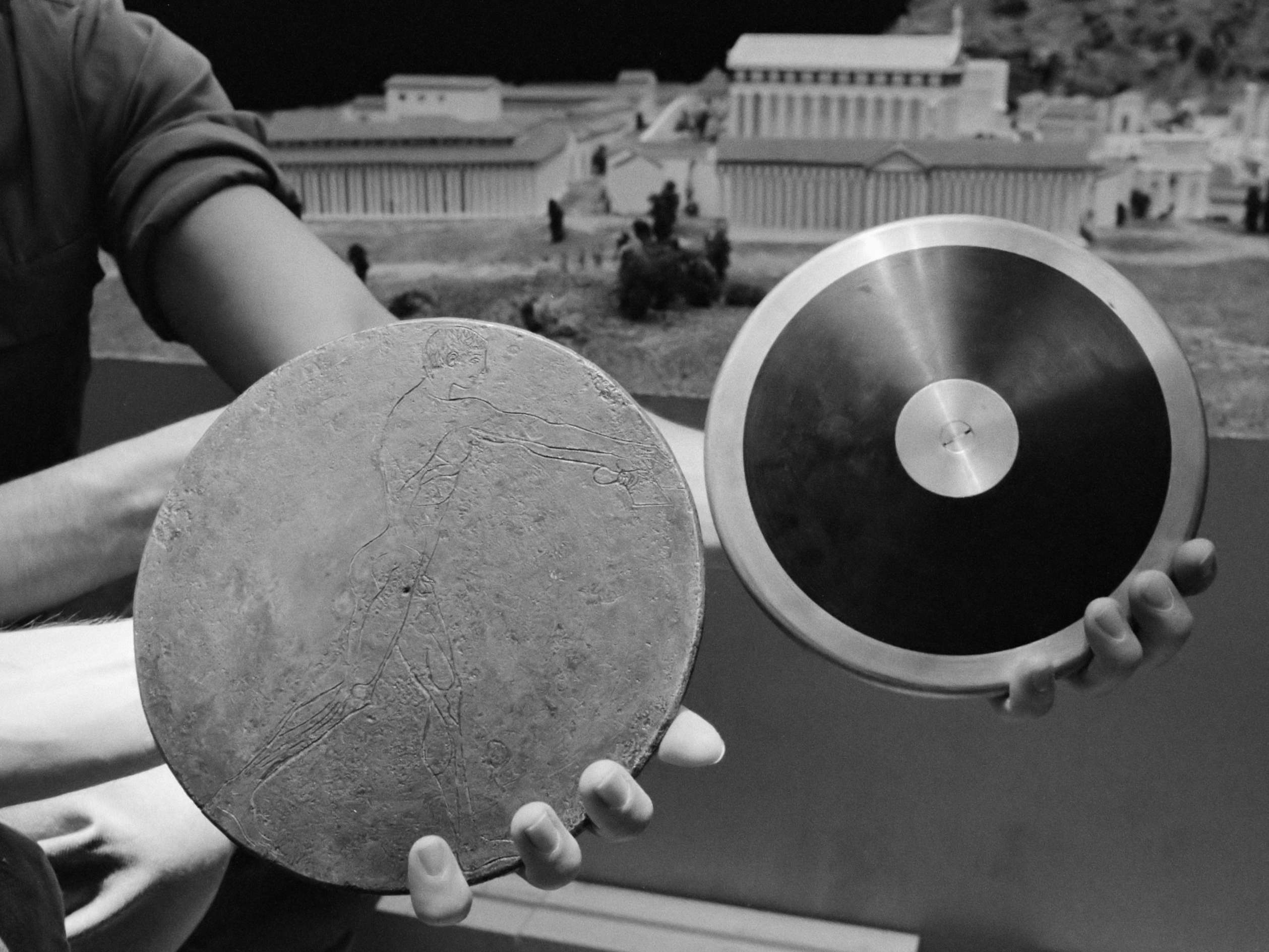
Antieke en moderne discus

Discuswerpen werd in de oudheid al beoefend door de Grieken, onder meer op de klassieke Olympische Spelen. De Griekse beeldhouwer Myron van Eleutherae maakte in de vijfde eeuw v.C. een beroemd standbeeld van een discuswerper (Diskobolos). De door de Grieken gebruikte discussen hadden geen standaardgewicht, waren van ijzer, steen, brons of lood en de massa varieerde van 1,35 tot 4,76 kg. Een heel enkele maal wordt nog weleens een wedstrijd gehouden met een klassieke discus van 4 kg en zonder de huidige roterende techniek – er wordt dan een sport bedreven van minstens 2700 jaar oud.
Deze sport wordt sinds 1896 op de eerste Olympische Spelen beoefend. Bij de vrouwen maakt dit onderdeel sinds 1928 deel uit van de Olympische Spelen.

## Regels en materiaal
De discus wordt geworpen vanuit een betonnen ring met een middellijn van 2,50 meter. Er rondom ligt een dunne, opstaande, metalen rand van enkele centimeters hoogte. Het betonnen oppervlak van de ring moet, zoals bij alle werpnummers, twee centimeter lager liggen dan de omringende bodem. De 'aanloop' bij het discuswerpen bestaat uit rotaties van de werper, die daarbij binnen de ring moet blijven. Om veiligheidsredenen is de ring omgeven door een werpkooi van gaas, die naar de werprichting een opening van enkele meters breedte heeft. Een worp is slechts dan geldig, wanneer de discus landt in een sector met een hoek van 34,92° (uitgezet vanuit het midden van de ring), en de werp(st)er, pas nadat de discus geland is, de ring op correcte wijze verlaten heeft. De ring moet vanuit de achterste helft van de ring verlaten worden. De werpafstand wordt gemeten van de rand van de ring tot de meest dichtbije indruk die de discus in het veld maakt. Bij de meeste wedstrijden krijgt iedere werp(st)er drie pogingen, waarna de beste zes of acht atleten nog drie extra pogingen mogen doen.
Een discus bestaat uit een houten of kunststof middendeel met daaromheen een vrij smalle metalen rand. In het midden zit vaak een schroef, met behulp waarvan afwijkingen in het gewicht kunnen worden gecorrigeerd. De discus moet tweezijdig symmetrisch zijn, wat betekent dat de vorm van bovenzijde en de onderzijde gelijk moet zijn. 
Bij de discus is qua maatvoering en vorm weinig variatie toegestaan, maar er is wel variatie in de gewichtsverdeling. Bij discussen voor topwerpers kan tot meer dan 90% van het gewicht in de rand van de discus zitten, terwijl dat bij eenvoudige discussen slechts zo'n 70% is.

## Techniek
Met het kogelslingeren en de draaitechniek van het kogelstoten heeft het discuswerpen als overeenkomst, dat werpers door een aantal draaien het werptuig zo veel mogelijk snelheid geven. Bij de huidige, bijna zonder uitzondering gebruikte techniek staat bij aanvang van de worp de werper met de rug naar de werprichting, terwijl bij de afworp de borst naar het veld wijst. Er wordt dus ongeveer anderhalve draai gemaakt, maar doordat de discus in het begin naar achteren wordt gehouden (dat doet de werper van het Griekse beeld ook al; zie verder foto 1 van de beeldserie van Rutger Smith), maakt de discus ruim 1 3/4 draai, dat is zo'n 650°.
Heel kort samengevat bestaat de techniek van een rechtshandige uit een pirouette op het linkerbeen (foto 2), een vlakke 'omsprong' waarbij springend van links (foto 3) op rechts (foto 4) in de werprichting wordt bewogen, daarna een pirouette op rechts (foto 4/5) om tot de afworppositie te komen (foto 6). Al die tijd wordt de discus achter gehouden om pas bij de afworp tot naast de atleet te worden gebracht. De afworp zelf gebeurt op schouderhoogte en met gestrekte arm.

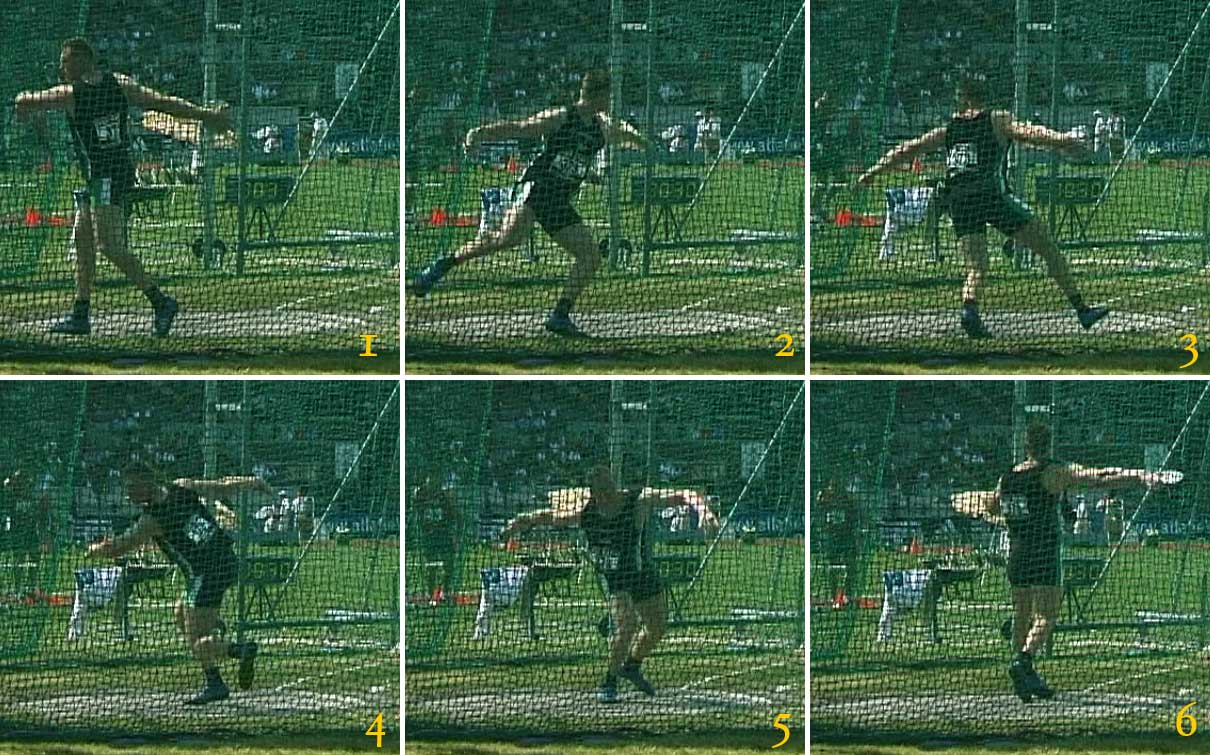
Rutger Smith tijdens het discuswerpen

- Meer in detail en met iets meer uitleg vanuit de biomechanica: zie weer de foto's van Rutger Smiths toenmalige persoonlijk record van 65,51 m (Nederlandse kampioenschappen atletiek 2005). De worp begint met het naar achteren brengen van de discus (foto 1) en de discus zal tot aan de afworp achter blijven. Er volgt dan een draai op de linkervoet, waarbij de linkerknie de beweging 'leidt', zoals op foto 2 nog te zien is. Tijdens deze draai maakt de werper zich breed, zie de houding van rechterbeen en -arm op foto 2. De draaisnelheid is betrekkelijk laag, maar door het breed maken levert die niet zo hoge rotatiesnelheid toch veel rotatiemoment op (dit 'moment' is zeg maar opgeslagen energie, die later weer benut kan worden). Tijdens de draai balanceert de werper op de linkervoorvoet en kleine balansverstoringen kunnen de worp later verpesten.
- Hoewel het discuswerpen duidelijk een roterende beweging is, is het tegelijk ook een rechtlijnige beweging. Dat betreft dan om te beginnen de omsprong die op foto 3/4 te zien is. Op foto 2 begint de werper al naar voren te vallen, op 3 wordt afgezet met de linkervoet en op foto 4 landt de werper op de rechtervoorvoet. Door met de achtergrond te vergelijken valt goed te zien, dat de schouders tijdens deze omsprong wel roteren, maar horizontaal nauwelijks verplaatst worden; de voorwaartse beweging zit vooral in onderlijf, benen en voeten. Voor de omsprong wordt bijna 2/3e van de werpring gebruikt. Het tweede deel van de rechtlijnige beweging volgt dan, een draai op de rechtervoet. Deze tweede draai is kleiner dan de eerste, ruim 1/3e deel van de werpring wordt daarvoor gebruikt, het ritme is dus groot-klein. Bij de tweede draai worden de benen dicht bij elkaar gebracht (foto 4/5), waardoor de rotatiesnelheid veel hoger wordt (benutten van rotatiemoment). De linkervoet wordt snel vlak tegen de rand van de werpring geplaatst, een precisiebeweging die niet altijd slaagt – bij plaatsing van de voet op de rand wordt de worp ongeldig verklaard.
- Op foto 5/6 staat de afworpfase. Bij de afworp wordt, zoals bij alle technische onderdelen van de atletiek, veel gebruikgemaakt van voorspanning. Het is gebleken, dat een spier het krachtigst is als die vlak voor een beweging even in tegengestelde richting gerekt wordt. Bij het discuswerpen gebeurt dit onder meer met de rompspieren: op foto 1 is er wat voorspanning om de eerste draai in te zetten, op foto 2/3 zijn schouder- en bekkenas parallel en is er geen voorspanning, vanaf foto 4 echter gaat de bekkenas vóór lopen op de schouderas en ontstaat er grote spanning in de romp. De romp wordt als het ware als een veer opgedraaid en die veerspanning wordt bij de afworp gebruikt om de schouderas snel weer gelijk te laten komen met de bekkenas (foto 6). Er ontstaat ook veel voorspanning in de borstspieren, vooral de grote borstspier. Bij foto 2 wordt de werparm tamelijk ontspannen opzij en iets naar achter gehouden, maar bij foto 3/4/5 haalt het lichaam de arm in en ontstaat er grote spanning op de borst. Die spanning veroorzaakt, dat de op zich al goed getrainde borstspieren in extra korte tijd de arm van achter (foto 5) naar opzij kunnen brengen (foto 6).
- Bij de afworp gaat de discus voorwaarts, maar ook enigszins omhoog. De component omhoog wordt goeddeels met de benen veroorzaakt: op foto 2/5 zit het lichaamszwaartepunt tamelijk laag, om pas in de laatste fase door strekking van vooral het linkerbeen omhoog te gaan. Voor de voorwaartse component geldt dat die het grootst is als de discus zo ver mogelijk naar buiten afgeworpen wordt, zo ver mogelijk van de draaiingsas van de werper dus. Foto 6 laat zien waar de as van de werper zit: van linkervoorvoet naar linkerschouder. Alles draait om die as, ook de romp, de discus zit daar ver vandaan en zo verkrijgt de discus de hoogste snelheid.
- Bij de afworp bestaan er twee varianten. Bij de ene wordt de linkervoet stevig op de grond gehouden tot de discus weggevlogen is. Het idee hierachter is dat voor een beweging een vast punt nodig is, dat er tegen de grond afgezet moet worden. Bij de andere variant heeft de linkervoet niet of nauwelijks meer contact met de grond op het moment van de afworp, zoals op foto 6 te zien is. Het biomechanische nadeel hiervan is, dat actie van discus+arm een reactie de verkeerde kant op geeft in de rest van het lichaam, maar omdat het ding in actie weinig massa heeft in vergelijking met het reagerende ding, wordt dit nadeel op de koop toe genomen. De sprongafworp is wat dynamischer en voor een deel van de werpers de geschikste manier om de grootste afstanden te werpen.
- Bij 'werpen' denkt men aan acties van de armspieren, maar bij het discuswerpen doen die eigenlijk niets! Het discuswerpen is een beweging van het hele lijf, waarbij de beweging van onder naar boven verloopt. Eerst zorgen de voeten voor de meeste actie, dan komen heup, romp en ten slotte de borst. De arm is niet meer dan de noodzakelijke slinger. Wel geldt dat de lengte van de slinger van belang is. Werpers hebben lange armen en er wordt wel gezegd, dat bij topwerpers een centimeter meer naar buiten afwerpen een winst van een halve meter oplevert.

## Vlucht
Een interessante uitdaging voor discuswerpers is om de discus te laten 'vliegen'. Een slordig afgeworpen discus gaat fladderen, vangt veel wind en komt daardoor niet ver, terwijl goede werpers juist gebruikmaken van de luchtweerstand om extra verre afstanden te bereiken. Bij de afworp wordt er namelijk voor gezorgd, dat de discus snel om een verticale as roteert en dat de discus zodanig helt, dat de lucht tegen de onderkant van de discus komt gedurende een groot deel van de vlucht. De rotatie zorgt ervoor, dat de discus tijdens de vlucht lang dezelfde ligging behoudt (gyroscopisch effect) en de luchtstroom tegen de onderkant 'blaast' de discus iets omhoog. Discuswerpers zijn dan ook de enige atleten die heel graag tegenwind hebben. Bij een goede techniek wordt de discus 'op de wind gelegd' en dat levert meters voordeel op (aerodynamisch effect). Dit verklaart ook waarom dure discussen veel gewicht in de metalen rand hebben, het gyroscopisch effect is dan groter en de discus kan verder vliegen bij een perfecte afworp; omgekeerd geldt echter ook dat iedere afwijking van de ideale afworp met zo'n discus meer nadeel oplevert. Het zal duidelijk zijn, dat optimaal gebruik kunnen maken van de aerodynamische eigenschappen van een discus zeer veel training vereist.

## Top 10 atleten

### Mannen
| Rang | Afstand (meter) | Atleet            | Nationaliteit                  | Plaats         | Datum            |
| ---- | --------------- | ----------------- | ------------------------------ | -------------- | ---------------- |
| 1    | 75,56           | Mykolas Alekna    | Litouwen                       | Ramona         | 13 april 2025    |
| 2    | 74,78           | Matthew Denny     | Australië                      | Ramona         | 13 april 2025    |
| 3    | 74,08           | Jürgen Schult     | Duitse Democratische Republiek | Neubrandenburg | 6 juni 1986      |
| 4    | 73,88           | Virgilijus Alekna | Litouwen                       | Kaunas         | 8 maart 2000     |
| 5    | 73,38           | Gerd Kanter       | Estland                        | Helsingborg    | 4 september 2006 |
| 6    | 71,86           | Joeri Doemtsjev   | Sovjet-Unie                    | Moskou         | 29 mei 1983      |
| 6    | 71,86           | Daniel Ståhl      | Zweden                         | Bottnaryd      | 29 juni 2019     |
| 6    | 71,86           | Kristjan Čeh      | Slovenië                       | Jõhvi          | 16 juni 2023     |
| 9    | 71,84           | Piotr Malachowski | Polen                          | Hengelo        | 8 juni 2013      |
| 10   | 71,70           | Róbert Fazekas    | Hongarije                      | Szombathely    | 14 juli 2002     |

Bijgewerkt: 14 april 2025

### Vrouwen
| Rang | Afstand (meter) | Atlete              | Nationaliteit                  | Plaats          | Datum            |
| ---- | --------------- | ------------------- | ------------------------------ | --------------- | ---------------- |
| 1    | 76,80           | Gabriele Reinsch    | Duitse Democratische Republiek | Neubrandenburg  | 9 juli 1988      |
| 2    | 74,56           | Zdenka Silhava      | Tsjechië                       | Nitra           | 26 augustus 1984 |
| 2    | 74,56           | Ilke Wyludda        | Duitse Democratische Republiek | Neubrandenburg  | 23 juli 1989     |
| 4    | 74,08           | Diana Sachse-Gansky | Duitse Democratische Republiek | Karl-Marx-Stadt | 20 juni 1987     |
| 5    | 73,52           | Valarie Allman      | Verenigde Staten               | Ramona          | 13 april 2025    |
| 6    | 73,36           | Irina Meszynski     | Duitse Democratische Republiek | Praag           | 17 augustus 1984 |
| 7    | 73,28           | Galina Savinkova    | Sovjet-Unie                    | Donetsk         | 8 september 1984 |
| 8    | 73,23           | Tsvetanka Khristova | Bulgarije                      | Kazanlak        | 19 april 1987    |
| 9    | 73,10           | Gisela Beyer        | Duitse Democratische Republiek | Berlijn         | 20 juli 1984     |
| 10   | 73,09           | Yaimé Pérez         | Cuba                           | Ramona          | 13 april 2024    |

Bijgewerkt: 14 april 2025

## Continentale records
| Continent                | Geslacht | Prestatie  | Atleet             | Land                           | Datum            | Plaats            |
| ------------------------ | -------- | ---------- | ------------------ | ------------------------------ | ---------------- | ----------------- |
| Afrika                   | M        | 70,32      | Frantz Kruger      | RSA                            | 26 mei 2002      | Salon-de-Provence |
| Afrika                   | V        | 64,96      | Chioma Onyekwere   | NGR                            | 15 april 2023    | Ramona            |
| Noord- en Midden-Amerika | M        | 71,32      | Ben Plucknett      | USA                            | 4 juni 1983      | Eugene            |
| Noord- en Midden-Amerika | V        | 73,09      | Yaimé Pérez        | CUB                            | 13 april 2024    | Ramona            |
| Zuid-Amerika             | M        | 70,29      | Mauricio Ortega    | COL                            | 22 juli 2020     | Lovelhe           |
| Zuid-Amerika             | V        | 65,34      | Andressa de Morais | BRA                            | 26 juni 2019     | Leiria            |
| Azië                     | M        | 69,32      | Ehsan Hadadi       | IRI                            | 3 juni 2008      | Tallinn           |
| Azië                     | V        | 71,68      | Xiao Yanling       | CHN                            | 14 maart 1992    | Peking            |
| Europa                   | M        | 75,56 (WR) | Mykolas Alekna     | Litouwen                       | 13 april 2025    | Ramona            |
| Europa                   | V        | 76,80 (WR) | Gabriele Reinsch   | Duitse Democratische Republiek | 9 juli 1988      | Neubrandenburg    |
| Oceanië                  | M        | 74,78      | Matthew Denny      | AUS                            | 13 april 2025    | Ramona            |
| Oceanië                  | V        | 69,64      | Dani Stevens       | AUS                            | 13 augustus 2017 | Londen            |

Bijgewerkt: 14 april 2025

## Wereldrecordontwikkeling

### Mannen
| Afstand | Naam                | Land | Datum             | Plaats            |
| ------- | ------------------- | ---- | ----------------- | ----------------- |
| 75,56 m | Mykolas Alekna      | LTU  | 13 april 2025     | Ramona            |
| 74,89 m | Mykolas Alekna      | LTU  | 13 april 2025     | Ramona            |
| 74,78 m | Matthew Denny       | AUS  | 13 april 2025     | Ramona            |
| 74,35 m | Mykolas Alekna      | LTU  | 15 april 2024     | Ramona            |
| 74,08 m | Jürgen Schult       | GDR  | 6 juni 1986       | Neubrandenburg    |
| 71,86 m | Joeri Doemtsjev     | URS  | 29 mei 1983       | Moskou            |
| 71,16 m | Wolfgang Schmidt    | GDR  | 9 augustus 1978   | Berlijn           |
| 70,86 m | Mac Wilkins         | USA  | 1 mei 1976        | San José          |
| 70,24 m | Mac Wilkins         | USA  | 1 mei 1976        | San José          |
| 69,80 m | Mac Wilkins         | USA  | 1 mei 1976        | San José          |
| 69,18 m | Mac Wilkins         | USA  | 24 april 1976     | Walnut            |
| 69,08 m | John Powell         | USA  | 3 mei 1975        | Long Beach        |
| 68,48 m | John van Reenen     | RSA  | 14 maart 1975     | Stellenbosch      |
| 68,40 m | Ricky Bruch         | SWE  | 5 juli 1972       | Stockholm         |
| 68,40 m | Jay Silvester       | USA  | 18 september 1968 | Reno              |
| 68,07 m | Jay Silvester       | USA  | 18 september 1968 | Reno              |
| 66,54 m | Jay Silvester       | USA  | 25 mei 1968       | Modesto           |
| 66,07 m | Ludvík Daněk        | TCH  | 7 juni 1966       | Long Beach        |
| 65,22 m | Ludvík Daněk        | TCH  | 12 oktober 1965   | Sokolov           |
| 64,55 m | Ludvík Daněk        | TCH  | 2 augustus 1964   | Turnov            |
| 62,94 m | Al Oerter           | USA  | 25 april 1964     | Walnut            |
| 62,62 m | Al Oerter           | USA  | 27 april 1963     | Walnut            |
| 62,45 m | Al Oerter           | USA  | 1 juli 1962       | Chicago           |
| 61,64 m | Vladimir Troesenjev | URS  | 4 juni 1962       | Leningrad         |
| 61,10 m | Al Oerter           | USA  | 18 mei 1962       | Los Angeles       |
| 60,72 m | Jay Silvester       | USA  | 20 augustus 1961  | Brussel           |
| 60,56 m | Jay Silvester       | USA  | 11 augustus 1961  | Frankfurt am Main |
| 59,91 m | Rink Babka          | USA  | 12 augustus 1960  | Walnut            |
| 59,91 m | Edmund Piatkowski   | POL  | 14 juni 1959      | Warschau          |
| 59,28 m | Fortune Gordien     | USA  | 22 augustus 1953  | Pasadena          |
| 58,10 m | Fortune Gordien     | USA  | 11 juli 1953      | Pasadena          |
| 57,93 m | Sim Iness           | USA  | 20 juni 1953      | Lincoln           |
| 56,97 m | Fortune Gordien     | USA  | 14 augustus 1949  | Hämeenlinna       |
| 56,46 m | Fortune Gordien     | USA  | 9 juli 1949       | Lissabon          |
| 55,33 m | Adolfo Consolini    | ITA  | 10 oktober 1948   | Milaan            |
| 54,93 m | Robert Fitch        | USA  | 8 juni 1946       | Minneapolis       |
| 54,23 m | Adolfo Consolini    | ITA  | 14 april 1946     | Milaan            |
| 53,34 m | Adolfo Consolini    | ITA  | 26 oktober 1941   | Milaan            |
| 53,26 m | Archibald Harris    | USA  | 20 juni 1941      | Palo Alto         |
| 53,10 m | Willy Schröder      | GER  | 28 april 1935     | Maagdenburg       |
| 52,42 m | Harald Andersson    | SWE  | 25 augustus 1934  | Oslo              |
| 52,20 m | Harald Andersson    | SWE  | 25 augustus 1934  | Oslo              |
| 51,73 m | Paul Jessup         | USA  | 23 augustus 1930  | Pittsburgh        |
| 51,03 m | Eric Krenz          | USA  | 17 mei 1930       | Palo Alto         |
| 49,94 m | Eric Krenz          | USA  | 17 mei 1930       | Stanford          |
| 49,90 m | Eric Krenz          | USA  | 9 maart 1929      | Palo Alto         |
| 48,77 m | Hans Hoffmeister    | GER  | 22 juli 1928      | Gelsenkirchen     |
| 48,20 m | Bud Houser          | USA  | 2 april 1926      | Palo Alto         |
| 47,89 m | Glenn Hartranft     | USA  | 2 mei 1925        | San Francisco     |
| 47,61 m | Thomas Lieb         | USA  | 14 september 1924 | Chicago           |
| 47,58 m | James Duncan        | USA  | 27 mei 1912       | New York          |

### Vrouwen
| Afstand    | Naam                    | Land | Datum             | Plaats            |
| ---------- | ----------------------- | ---- | ----------------- | ----------------- |
| 76,80 m    | Gabriele Reinsch        | GDR  | 9 juli 1988       | Neubrandenburg    |
| 74,56 m    | Zdeňka Šilhavá          | TCH  | 26 augustus 1984  | Nitra             |
| 73,36 m    | Irina Meszynski         | GDR  | 17 augustus 1984  | Praag             |
| 73,26 m    | Galina Savinkova        | URS  | 22 mei 1983       | Leselidze         |
| 71,80 m    | Maria Petkova           | BUL  | 13 juli 1980      | Sofia             |
| 71,50 m    | Evelin Jahl             | GDR  | 10 mei 1980       | Potsdam           |
| 70,72 m    | Evelin Jahl             | GDR  | 12 augustus 1978  | Dresden           |
| 70,50 m    | Faina Melnik            | URS  | 24 april 1976     | Sotsji            |
| 70,20 m    | Faina Melnik            | URS  | 20 augustus 1975  | Zürich            |
| 69,90 m    | Faina Melnik            | URS  | 27 mei 1974       | Praag             |
| 69,48 m    | Faina Melnik            | URS  | 27 september 1973 | Edinburgh         |
| 67,58 m    | Faina Melnik            | URS  | 10 juli 1973      | Moskou            |
| 67,44 m    | Faina Melnik            | URS  | 25 mei 1973       | Riga              |
| 67,32 m    | Argentina Menis         | ROM  | 23 september 1972 | Constanța         |
| 66,76 m    | Faina Melnik            | URS  | 4 augustus 1972   | Moskou            |
| 65,48 m    | Faina Melnik            | URS  | 24 juni 1972      | Augsburg          |
| 65,42 m    | Faina Melnik            | URS  | 31 mei 1972       | Moskou            |
| 64,88 m    | Faina Melnik            | URS  | 4 september 1971  | München           |
| 64,22 m    | Faina Melnik            | URS  | 12 augustus 1971  | Helsinki          |
| 63,96 m    | Liesel Westermann       | FRG  | 27 september 1969 | Hamburg           |
| 62,70 m    | Liesel Westermann       | FRG  | 18 juni 1969      | Berlijn           |
| 62,54 m    | Liesel Westermann       | FRG  | 24 juli 1968      | Werdohl           |
| 61,64 m    | Christine Spielberg     | GDR  | 26 mei 1968       | Regis Breitingen  |
| 61,26 m    | Liesel Westermann       | FRG  | 5 november 1967   | São Paulo         |
| 59,70 m    | Tamara Press            | URS  | 11 augustus 1965  | Moskou            |
| 59,29 m    | Tamara Press            | URS  | 18 mei 1963       | Moskou            |
| 58,98 m    | Tamara Press            | URS  | 20 september 1961 | Londen            |
| 58,06 m    | Tamara Press            | URS  | 1 september 1961  | Sofia             |
| 57,43 m    | Tamara Press            | URS  | 15 juli 1961      | Moskou            |
| 57,15 m    | Tamara Press            | URS  | 12 september 1960 | Rome              |
| 57,04 m    | Nina Doembadse          | URS  | 18 oktober 1952   | Tbilisi           |
| 53,61 m    | Nina Romasjkova         | URS  | 9 augustus 1952   | Odessa            |
| 53,37 m    | Nina Doembadse          | URS  | 27 mei 1951       | Gori              |
| 53,25 m    | Nina Doembadse          | URS  | 8 augustus 1948   | Moskou            |
| 50,50 m    | Nina Doembadse          | URS  | 29 augustus 1946  | Sarpsborg         |
| 49,88 m    | Nina Doembadse          | URS  | 14 augustus 1944  | Moskou            |
| 49,54 m    | Nina Doembadse          | URS  | 29 oktober 1939   | Tbilisi           |
| 49,11 m    | Nina Doembadse          | URS  | 18 september 1939 | Moskou            |
| 48,31 m    | Gisela Mauermayer       | GER  | 11 juli 1936      | Berlijn           |
| 47,12 m *  | Gisela Mauermayer       | GER  | 25 augustus 1935  | Dresden           |
| 46,10 m *  | Gisela Mauermayer       | GER  | 29 juni 1935      | Jena              |
| 45,53 m *  | Gisela Mauermayer       | GER  | 23 juni 1935      | München           |
| 44,76 m *  | Gisela Mauermayer       | GER  | 4 juni 1935       | Neurenberg        |
| 44,34 m *  | Gisela Mauermayer       | GER  | 2 juni 1935       | Ulm               |
| 44,19 m *  | Jadwiga Wajs            | POL  | 15 augustus 1934  | Brussel           |
| 43,795 m * | Jadwiga Wajs            | POL  | 11 augustus 1934  | Londen            |
| 43,08 m *  | Jadwiga Wajs            | POL  | 15 juli 1933      | Królewska Huta    |
| 42,56 m *  | Jadwiga Wajs            | POL  | 3 mei 1933        | Pabianice         |
| 42,43 m *  | Jadwiga Wajs            | POL  | 19 juni 1932      | Łódź              |
| 40,84 m *  | Grete Heublein          | GER  | 19 juni 1932      | Hagen             |
| 40,39 m *  | Jadwiga Wajs            | POL  | 16 mei 1932       | Łódź              |
| 40,345 m * | Jadwiga Wajs            | POL  | 15 mei 1932       | Pabianice         |
| 39,76 m *  | Jadwiga Wajs            | POL  | 8 mei 1932        | Łódź              |
| 39,62 m *  | Halina Konopacka        | POL  | 31 juli 1928      | Amsterdam         |
| 39,18 m *  | Halina Konopacka        | POL  | 4 september 1927  | Warschau          |
| 38,34 m *  | Milly Reuter            | GER  | 22 augustus 1926  | Braunschweig      |
| 38,28 m *  | Milly Reuter            | GER  | 22 augustus 1926  | Braunschweig      |
| 34,90 m *  | Halina Konopacka        | POL  | 8 augustus 1926   | Warschau          |
| 34,15 m *  | Halina Konopacka        | POL  | 23 mei 1926       | Warschau          |
| 33,405 m * | Halina Konopacka        | POL  | 21 juni 1925      | Warschau          |
| 33, 01 m * | Emilie Reuter           | GER  | 13 mei 1926       | Frankfurt am Main |
| 31,23 m *  | Halina Konopacka        | POL  | 10 mei 1925       | Warschau          |
| 31,15 m *  | Marie Vidláková         | TCH  | 11 oktober 1925   | Praag             |
| 30,225 m * | Lucienne Velu           | FRA  | 19 september 1924 | Parijs            |
| 30,10 m *  | Violette Gouraud-Morris | FRA  | 4 augustus 1924   | Londen            |
| 28,325 m * | Lisette Petré           | BEL  | 21 juli 1924      | Brussel           |
| 27,70 m *  | Lucie Petit             | FRA  | 14 juli 1924      | Parijs            |
| 27,39 m *  | Yvonne Tembouret        | FRA  | 23 september 1923 | Parijs            |

1896: Bob Garrett ·
1900: Rudolf Bauer ·
1904: Martin Sheridan ·
1906: Martin Sheridan ·
1908: Martin Sheridan ·
1912: Armas Taipale ·
1920: Elmer Niklander ·
1924: Bud Houser ·
1928: Bud Houser ·
1932: John Anderson ·
1936: Ken Carpenter ·
1948: Adolfo Consolini ·
1952: Sim Iness ·
1956: Al Oerter ·
1960: Al Oerter ·
1964: Al Oerter ·
1968: Al Oerter ·
1972: Ludvík Daněk ·
1976: Mac Wilkins ·
1980: Viktor Rasjtsjoepkin ·
1984: Rolf Danneberg ·
1988: Jürgen Schult ·
1992: Romas Ubartas ·
1996: Lars Riedel ·
2000: Virgilijus Alekna ·
2004: Virgilijus Alekna ·
2008: Gerd Kanter ·
2012: Robert Harting ·
2016: Christoph Harting ·
2020: Daniel Ståhl ·
2024: Rojé Stona
1928: Halina Konopacka ·
1932: Lillian Copeland ·
1936: Gisela Mauermayer ·
1948: Micheline Ostermeyer ·
1952: Nina Romasjkova ·
1956: Olga Fikotová ·
1960: Nina Romasjkova ·
1964: Tamara Press ·
1968: Lia Manoliu ·
1972: Faina Melnik ·
1976: Evelin Schlaak ·
1980: Evelin Jahl ·
1984: Ria Stalman ·
1988: Martina Hellmann ·
1992: Maritza Martén ·
1996: Ilke Wyludda ·
2000: Ellina Zvereva ·
2004: Natalja Sadova ·
2008: Stephanie Brown-Trafton ·
2012: Sandra Perković ·
2016: Sandra Perković ·
2020: Valarie Allman ·
2024: Valarie Allman
1983: Imrich Bugár ·
1987: Jürgen Schult ·
1991: Lars Riedel ·
1993: Lars Riedel ·
1995: Lars Riedel ·
1997: Lars Riedel ·
1999: Anthony Washington ·
2001: Lars Riedel ·
2003: Virgilijus Alekna ·
2005: Virgilijus Alekna ·
2007: Gerd Kanter ·
2009: Robert Harting ·
2011: Robert Harting ·
2013: Robert Harting ·
2015: Piotr Małachowski ·
2017: Andrius Gudžius ·
2019: Daniel Ståhl ·
2022: Kristjan Čeh ·
2023: Daniel Ståhl
1983 Martina Hellmann ·
1987 Martina Hellmann ·
1991 Tsvetanka Khristova ·
1993 Olga Tsjernjavskaja ·
1995 Ellina Zvereva ·
1997 Beatrice Faumuina ·
1999 Franka Dietzsch ·
2001 Ellina Zvereva ·
2003 Iryna Jatsjanka ·
2005 Franka Dietzsch ·
2007 Franka Dietzsch ·
2009 Dani Samuels ·
2011 Li Yanfeng ·
2013 Sandra Perković ·
2015 Denia Caballero ·
2017 Sandra Perković ·
2019 Yaimé Pérez ·
2022 Feng Bin ·
2023 Laulauga Tausaga